# Niels Larsen (skytte)
 For alternative betydninger, se Niels Larsen. (Se også artikler, som begynder med Niels Larsen)
Niels Hansen Ditlev Larsen (født 21. november 1889 i Horsens, død 15. november 1969 i Otterup) var en dansk skytte, som deltog i tre olympiske lege i årene omkring første verdenskrig.

## Idrætskarriere
Larsen begyndte at skyde, da han var dreng i sin fødeby, Horsens. Som 22-årig deltog han første gang i en international konkurrence, og snart efter var han første gang med til OL, der blev afholdt i 1912 i Stockholm. Her deltog han i fem konkurrencer: 50 m fri pistol, 300 m fri riffel (individuelt og hold) samt 300 m militærriffel, tre positioner, individuelt og holdkonkurrencen i militærriffel på forskellige distancer. I pistolkonkurrencen blev han nummer 41, i den individuelle militærriffel nummer 63 og i holdkonkurrencen i militærriffel var han med til at blive nummer otte. Bedst gik det i fri riffel, hvor han i den individuelle konkurrence blev nummer tre med 962 point efter franske Paul Colas, der vandt med 987 point, mens danske Lars Jørgen Madsen blev nummer to med 981 point. I militærriffelholdkonkurrencen var han med til at blive nummer tre, hvor Danmark fik 5.529 point, mens Sverige vandt med 5.655 point, og Norge blev nummer to med 5.605 point. På det danske hold var ud over Larsen også Lars Jørgen Madsen, Ole Olsen, Niels Andersen, Laurits Larsen og Jens Hajslund.
Larsen var også med til det første OL efter krigens afslutning, i OL 1920 i Antwerpen. Her var han tilmeldt i ikke mindre end ni konkurrencer: fri pistol, 50 m (individuelt og hold), fri riffel, 300 m, tre positioner (individuelt og hold), militærriffel, 300 m, liggende (individuelt og hold) samt 600 m liggende individuelt, og endelige var han tilmeldt i militærriffel, 300 m, stående (individuelt og hold). I fri pistol blev han nummer fem individuelt og var med til at blive nummer otte for hold. I fri riffel vandt han sølv individuelt med 989 point efter amerikaneren Morris "Bud" Fisher med 996 point, mens norske Østen Østensen fik bronze med 980 point. I holdkonkurrencen i denne disciplin var han med til at blive nummer fem. I liggende militærriffel er hans resultat ukendt, men han var ikke blandt medaljetagerne. I holdkonkurrencen i samme disciplin blev Danmark med Larsen nummer 13, og i den individuelle konkurrence på 600 m er Larsens placering heller ikke kendt ud over, at han ikke fik medalje, hvilket ligeledes er tilfældet i den individuelle konkurrence med stående militærriffel. I holdkonkurrencen i sidstnævnte disciplin gik det til gengæld sådan, at han var med til at sikre guld til Danmark med 266 point, mens USA og Sverige begge fik 255 point; USA fik sølvet, da de havde den bedste individuelle skyder. På det danske hold var foruden Larsen også Lars Jørgen Madsen, Erik Sætter-Lassen, Anders Peter Nielsen og Anders Petersen.
Niels Larsen deltog en sidste gang ved OL 1924 i Paris, hvor han stilled op i to discipliner: fri riffel, 600 m, liggende, individuelt, samt fri riffel, flere distancer, hold. I sidstnævnte var han med til at blive nummer otte, mens han i den individuelle konkurrence opnåede 93 point, hvilket var nok til en bronzemedalje efter amerikanerne Morris Fisher og Carl Osburn, der begge fik 95 point; Morris fik guldet efter omskydning.
Ud over OL-deltagelserne vandt Larsen tre danske mesterskaber: 1919 og 1942 i 50 m fri riffel samt 1932 i fri pistol. Han deltog også i seks verdensmestersskaber i årene 1929-1939, dog uden at vinde medaljer.

## Øvrige karriere og familie
Larsen arbejdede fra 1910 for drejeren Hans Christian Schultz i Otterup. Schultz var som Larsen også skytte og deltog i to olympiske lege. Niels Larsen blev i 1916 gift med Schultz' datter Ellen og etablerede i 1919 sammen med sin svigerfar våbenfirmaet Schultz & Larsen, der eksisterede frem til 1994.
Niels Larsen havde en søn, Uffe Schultz Larsen, der som sin far og morfar også var skytte; Uffe Schultz Larsen deltog i fire olympiske lege efter anden verdenskrig, dog uden at hente topplaceringer.